# Delftia acidovorans
Delftia acidovorans (лат.) — вид грамотрицательных бактерий, известных своей способностью (как и Cupriavidus metallidurans) осаждать золотые самородки. Слои бактерий преобразуют растворённое в воде золото в наночастицы.
Эти наночастицы могут перемещаться через скалы и почву, после чего могут быть добыты в местах залежей золотой руды.